# St.-Leonhards-Kapelle (Karlsbad)

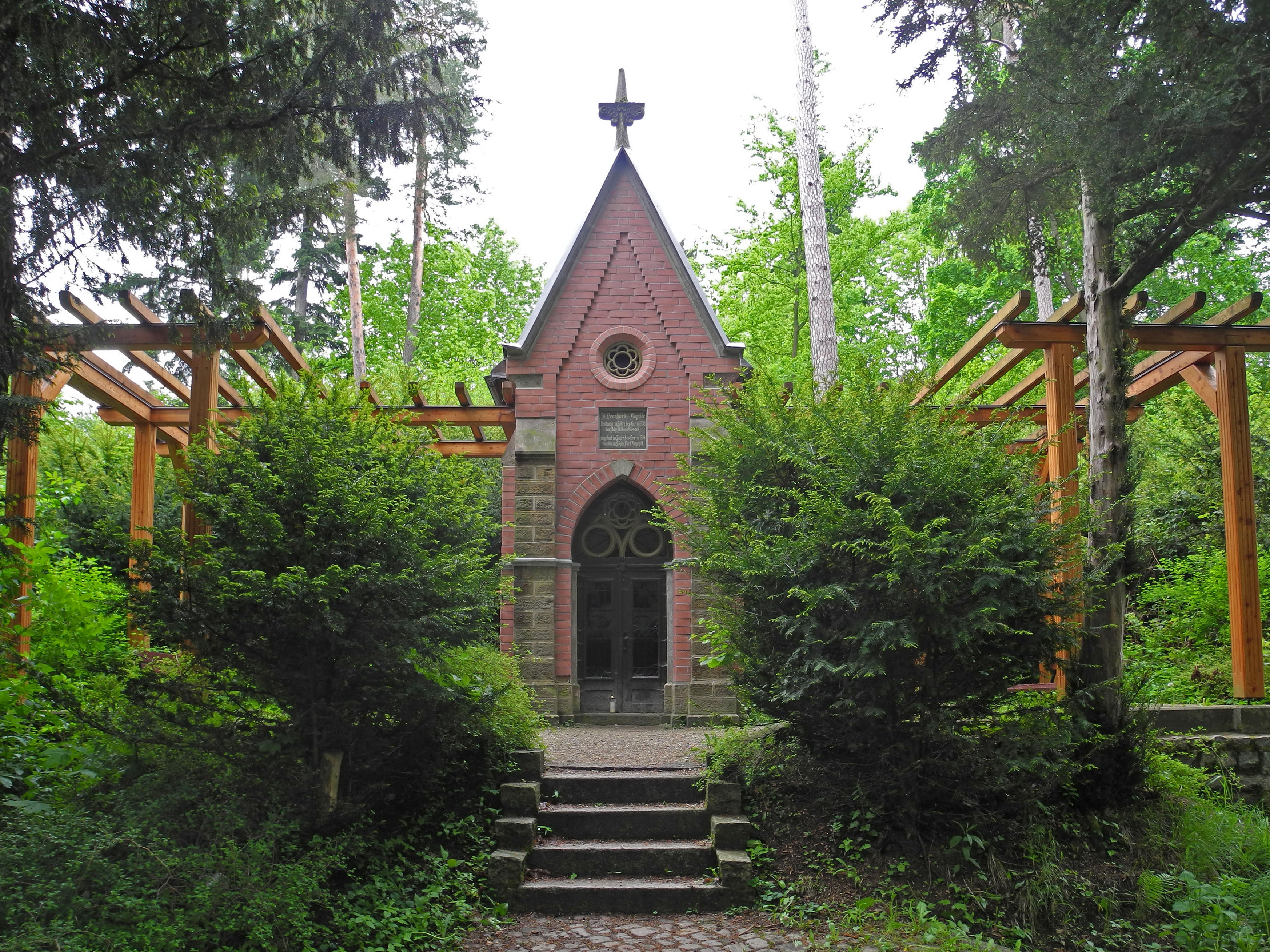
St.-Leonhards-Kapelle

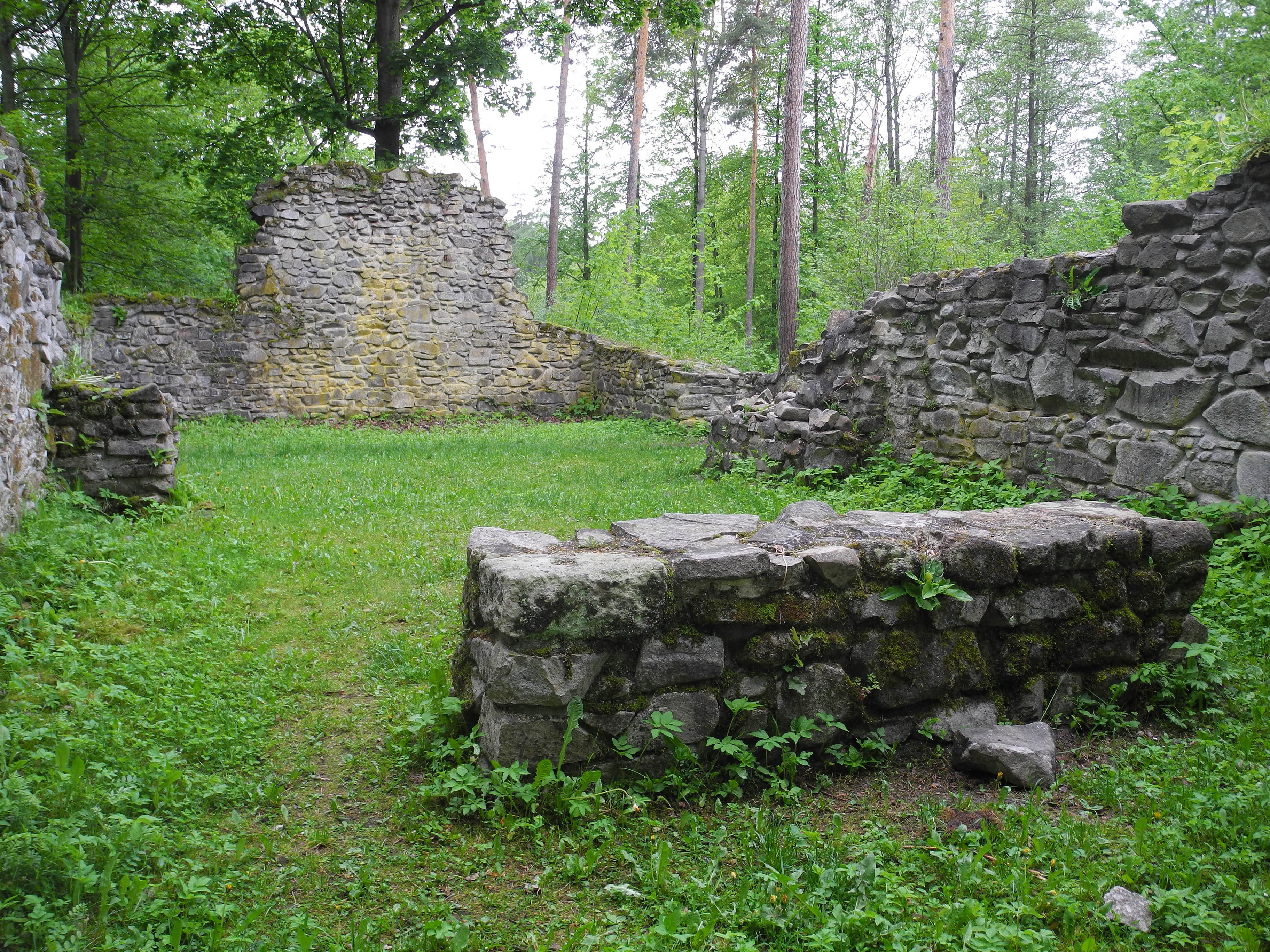
Ruinen der St.-Leonhards-Kirche

Die St.-Leonhards-Kapelle steht bei Karlsbad in Tschechien, unterhalb des Abergs (Doubská hora), etwa 500 m nordöstlich vom Gipfel entfernt.

## Geschichte und Besachreibung
Die Kapelle wurde vom britischen Gesandten am Berliner Hof, Odo Russell, 1. Baron Ampthill († 1884), als pseudogotischer roter Rohziegelbau umgebaut. An gleicher Stelle stand bereits ein Vorgängerbau, den seine Mutter 1838 restaurieren ließ. In dieser Kapelle befand sich ein Bildnis des Bischofs Leonhard.
Einige Meter oberhalb dieser Kapelle in südöstlicher Richtung stehen wenige Reste einer romanischen Kirchenruine. Im Jahr 1246 wurde diese Kirche erstmals urkundlich erwähnt und ein weiteres Mal in einer Urkunde des Erzbischofs Nikolaus von Prag am 13. Februar 1257. Sie war eine Filiale von Elbogen und die Kirche des wüst gewordenen Dorfes Thiergarten (tschechisch Obora). In der Frühen Neuzeit verfiel sie zur Ruine. 200 Meter westlich der Kapelle, bereits außerhalb des Karlsbader Stadtwaldes, befindet sich an der Auffahrtstraße zum Aberg das einst beliebte Ausflugsziel der Karlsbader Kurgäste, die frühere St.-Leonhard-Restauration.
Der Sage nach haben die Bewohner des früheren Dorfes Thiergarten einst Karlsbad gegründet.